# Congochromis squamiceps
Congochromis squamiceps är en fiskart som först beskrevs av George Albert Boulenger 1902.  Congochromis squamiceps ingår i släktet Congochromis och familjen Cichlidae. IUCN kategoriserar arten globalt som livskraftig. Inga underarter finns listade i Catalogue of Life.